# Pont en poutre-caisson

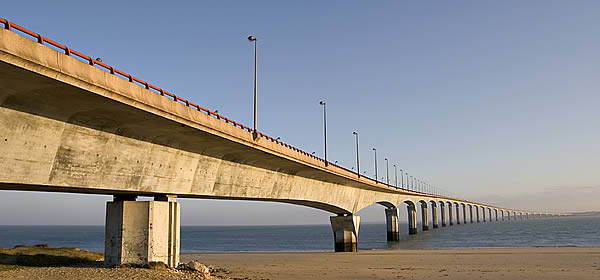
Le pont de l'île de Ré.

Le pont en poutre-caisson — de façon abrégée, le pont en caisson — est, comme son nom l'indique, un type d'ouvrage dont la rigidité à la torsion est assurée par un tablier constitué d'un ou plusieurs caissons creux. Le raidisseur en caisson est une structure en béton précontraint, en acier, ou une structure composite d'acier et de béton armé. Sa section droite est rectangulaire ou trapézoïdale. Ce type de pont est couramment utilisé pour les franchissements autoroutiers ainsi que pour l’infrastructure de métro léger. Bien qu'ils soient à l'origine utilisés dans les ponts à poutre, les raidisseurs en caisson sont parfois aussi mis en œuvre dans d'autres types d'ouvrages d'art, comme les ponts à haubans.

## Avantages et inconvénients

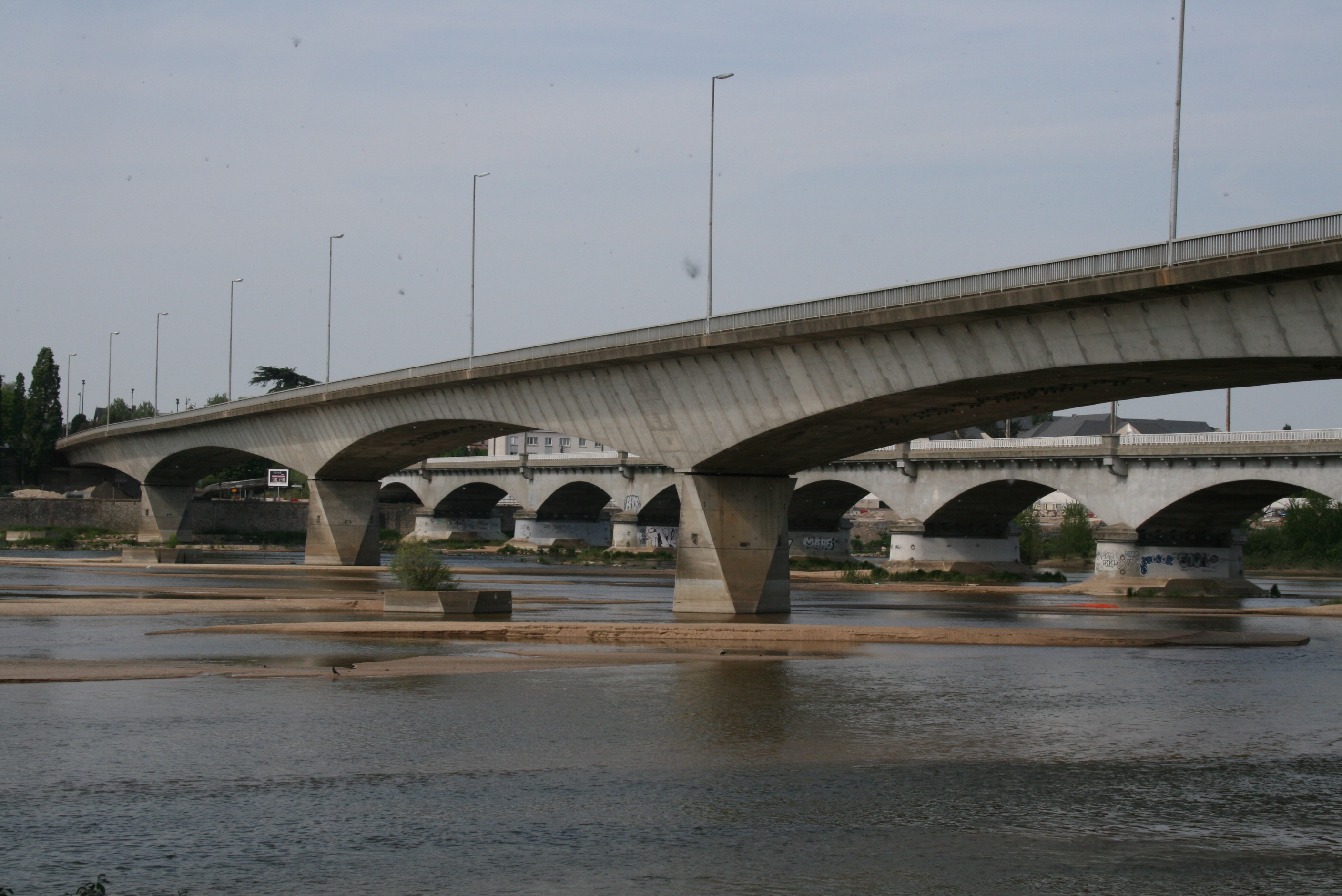
Le pont René-Thinat à Orléans : un caisson en béton précontraint.

Comparés à la poutre en I, les caissons offrent à section égale une meilleure résistance à la torsion, ce qui en fait une structure de choix pour les ponts courbes. En outre, on peut construire des caissons de taille importante, puisqu'un caisson bi-cellulaire permet d'utiliser des hourdis plus épais, donc plus résistants, possibilité qui donne par là-même accès à des portées plus importantes. Par contre, les caissons sont plus coûteux à la fabrication, et leur maintenance est plus délicate, parce qu'elle nécessite de faire intervenir les équipes d'entretien dans l'espace souvent réduit qu'offre l'intérieur du caisson.

## Construction

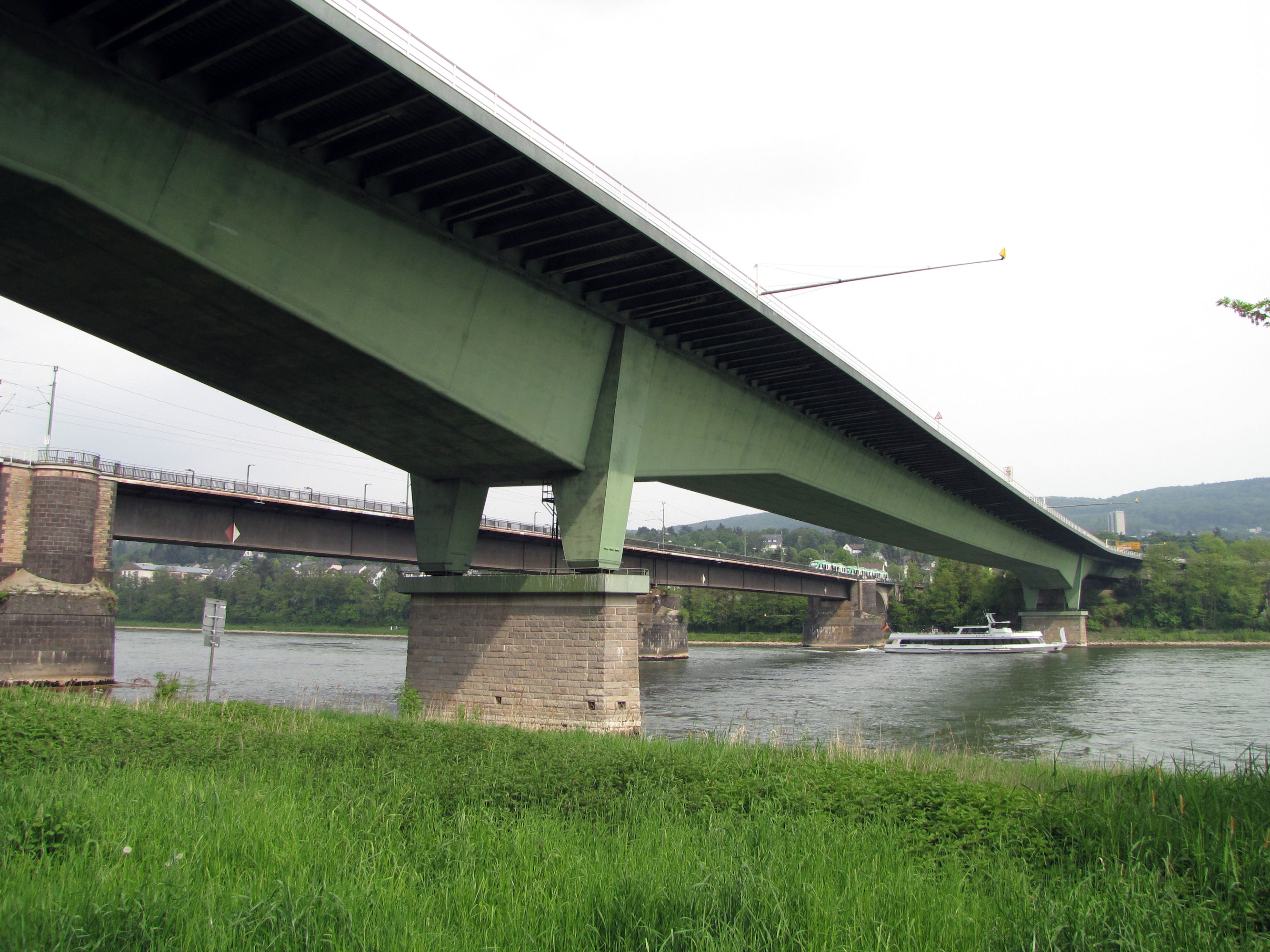
Le Südbrücke à Coblence : les deux accidents mortels survenus sur ce pont en 1971 et 1972 sont à l'origine du développement de la technologie moderne des ponts à caisson métallique (par la « commission Merrison »).

Si le tablier est en béton, il peut être mis en place sur des cintres provisoires qu'on déplace à l'issue du décoffrage, ou bien construit par encorbellement dans le cas d'un caisson en éléments préfabriqués (pont de Choisy, 1965). Dans ce dernier cas, les éléments peuvent être préfabriqués en usine, puis acheminés et mis en place avec des grues.
Quant aux caissons en acier, ils sont, eux, toujours soudés en usine, mis en œuvre par une grue, et soudés ou boulonnés bout à bout. Un caisson composite béton acier sera presque toujours coulé en place, le coffrage maintenu par cintres provisoires, reposant eux-mêmes sur l'ossature métallique.
Tous ces types de tabliers peuvent être assemblés par la technique de lançage.

## Sources
- al. (dir.), L'art de l'ingénieur, Paris, éd. du Moniteur, 1997, 600 p. (ISBN 2-85850-911-5), « Précontrainte / Pont de Choisy »

- (en) Cet article est partiellement ou en totalité issu de l’article de Wikipédia en anglais intitulé « Box girder bridge » (voir la liste des auteurs).